# Paolo Gazzaniga
Paolo Gazzaniga (Soresina, 26 luglio 1853 – Venezia, 18 ottobre 1930) è stato un matematico italiano.

## Biografia
Si laureò in matematica nel 1878 all'Università di Pavia, sotto la direzione scientifica del matematico Felice Casorati. 
Dal 1891, fu socio della Reale Accademia di Padova.